# Stenus ampliventris
Stenus ampliventris är en skalbaggsart som beskrevs av J. Sahlberg 1890. Stenus ampliventris ingår i släktet Stenus, och familjen kortvingar. Arten har ej påträffats i Sverige.